# Ислам на Маршалловых Островах
Ислам на Маршалловых Островах — религия меньшинства. Его исповедует около 150 человек, что составляет менее 0,1 % населения этой страны, а 89 % населения Маршалловых Островов исповедует разные формы христианства.

## История
Распространение ислама на Маршалловых Островах началось в конце XX века. В это время на Маршалловых Островах впервые появились проповедники ахмадии с Фиджи. В 2001 году исламская община была официально признана правительством Маршалловых Островов. В 2012 году мусульманская община возвела первую мечеть на Маршалловых островах. Мечеть Baitul Ahad построена в городе Улига на атолле Маджуро.

## Современное положение
Начиная с 90-х годов XX века количество мусульман на Маршалловых Островах динамично увеличивается. Большинство мусульман являются последователями исламского религиозного движения ахмадие. Несмотря на то, что в стране существует только одна мечеть на атолле Маджуро, ислам распространяется и на других островах.    
Мусульмане из общины ахмади играют активную роль в жизни Маршалловых Островов, он взаимодействуют с Министерством здравоохранения, молодежными организациями, а также с международным благотворительным фондом «Humanity First». 
Несмотря на то, что Конституция Маршалловых Островов гарантирует свободу вероисповедания, зафиксированы случаи притеснения мусульман по религиозному признаку. В свете неблагоприятного общественного мнения об исламе в целом, право мусульманской общины на существование на Маршалловых островах, где подавляющем большинство населения исповедует христианство ставилось под сомнение. В частности это проявлялось в ходе нескольких выступлений политиков в парламенте Маршалловых островов.
Имам Матюлла Джойя чтобы дифференцировать общину Маршалловых Островов от исламских группировок, вовлеченных в терроризм по всему миру заявил, что отвергает «джихад мечом».